# نوخشه ناصح
نوخشه ناصح احمد (همچنین به انگلیسی نوخشا نوشته می‌شود؛ نوخشه ناسح ئه‌حمه‌د [ˈnʊxʃæ ˈnɑ:sɪħ ˈæħmæd] زادهٔ ۱۹۷۸ یا ۱۹۷۷) شهردار حلبچه در کردستان عراق است. او دومین زنی است که به برجسته‌ترین مقام سیاسی در حلبچه منصوب می‌شود.
ناصح در سال ۲۰۱۶ به عنوان شهردار حلبچه انتخاب شد. سرویس خبری کردی روداو خاطرنشان کرد که او دومین زنی است که در حلبچه به این مقام عالی رسیده است، اولین نفر بانو عادله (عادله خانم) بود. «شهردار مؤثر شهر از سال ۱۹۰۹ تا زمان مرگش در سال ۱۹۲۴.» ناصح در مورد انتصاب خود اظهار داشت: «انتصاب زنان به مناصب ارشد در حلبچه چیز جدیدی نیست. مردم تحصیل‌کرده شهر همیشه از این ایده حمایت کرده‌اند.»
ناصح عضو اتحادیه میهنی کردستان است که در انتخابات سال ۲۰۱۴ در این شهر پیروز شد. پیش از انتصاب به عنوان شهردار، او به مدت هفت سال کمیسر بخش بیاره در مرز با ایران بود و به عنوان وکیل آموزش دیده بود. او توسط هیرو ابراهیم احمد، بانوی اول سابق عراق و همسر جلال طالبانی، رهبر اتحادیه میهنی کردستان، حمایت می‌شد.
ناصح با مقامات استان همسایه کردنشین کرمانشاه در ایران همکاری کرده است تا دو گذرگاه مرزی متصل کننده این دو منطقه را رسماً به رسمیت بشناسد. ایران قصد دارد از طریق حلبچه به اقلیم کردستان برق صادر کند. او همچنین با کمپین «شهر سبز حلبچه» برای پایان دادن به استفاده از کیسه‌های پلاستیکی در حلبچه تلاش می‌کند.
او در سال ۲۰۱۹ در دانشگاه جورج واشینگتن در واشینگتن دی سی در مورد میراث نسل‌کشی عملیات انفال سخنرانی کرد که در آن صدام حسین هزاران غیرنظامی را در حلبچه با استفاده از گاز سمی در سال ۱۹۸۸ کشت.
در ۲۰ آوریل ۲۰۲۵، ناصح به عنوان فرماندار موقت حلبچه منصوب شد و اولین زنی بود که این سمت را بر عهده گرفت و گامی مهم در جهت شمول جنسیتی در رهبری استانی عراق برداشت.